# 刺客嬌娃：賞金女獵人
《刺客嬌娃：賞金女獵人》（韓語：조선미녀 삼총사），2012年12月中旬在韓國清州市完成拍攝，2014年上映的懲奸除惡的冒險電影。

## 登場人物
盜捕
- 珍玉（河智苑 飾演，少年時期則由陳智熙 飾演）
- 紅丹，人妻（強藝元 飾演）
- 佳碧，小妹（孫佳人 飾演）
- 無名，師傅（高昌錫 飾演）

謀國
- 思賢（朱相昱 飾演，少年時期則由蔡相宇 飾演）
- 宋清晨，捕差（宋清晨 飾演）
- 金子憲（崔誠民 飾演）

## 外部連結
- 官方网站 
- 《The Huntresses》在HanCinema的页面（英文）
- 韩国电影数据库（KMDb）上《The Huntresses》的資料
- 互联网电影数据库（IMDb）上《刺客嬌娃：賞金女獵人》的资料（英文）
- 豆瓣电影上《刺客嬌娃：賞金女獵人》的資料 （简体中文）